# Tyrannochromis
Tyrannochromis – rodzaj słodkowodnych ryb okoniokształtnych z rodziny pielęgnicowatych (Cichlidae). 

## Występowanie
Gatunki endemiczne jeziora Malawi w Afryce

## Opis
Są to typowe drapieżniki. Osiągają długość od 30 do 35 cm. Żywią się mniejszymi pyszczakami (np. Labidochromis caeurelus). Aby trzymać te ryby w akwarium, potrzebny jest zbiornik przynajmniej 500 l i o długości nie mniejszej niż 200 cm.

## Klasyfikacja
Gatunki zaliczane do tego rodzaju:
- Tyrannochromis macrostoma
- Tyrannochromis nigriventer

Gatunkiem typowym jest Haplochromis macrostoma, obecnie synonim Tyrannochromis macrostoma.